# Phaedranassa
Phaedranassa is een geslacht uit de narcisfamilie (Amaryllidaceae). De soorten komen voor van Costa Rica tot in Ecuador.

## Soorten
- Phaedranassa brevifolia Meerow
- Phaedranassa carmiolii Baker
- Phaedranassa cinerea Ravenna
- Phaedranassa cuencana Minga, C.Ulloa & Oleas
- Phaedranassa dubia (Kunth) J.F.Macbr.
- Phaedranassa glauciflora Meerow
- Phaedranassa lehmannii Regel
- Phaedranassa schizantha Baker
- Phaedranassa tunguraguae Ravenna
- Phaedranassa viridiflora Regel

... · 
Acis · 
Amaryllis · 
Boophone · 
Clivia · 
Crinum (Haaklelie) · 
Galanthus (Sneeuwklokje) · 
Hippeastrum · 
Hymenocallis · 
Leucojum (Narcisklokje) · 
Narcissus (Narcis) · 
Pancratium · 
Scadoxus · 
Sprekelia · 
Sternbergia · 
...